# 二軒茶屋停留場
二軒茶屋停留場（にけんぢゃやていりゅうじょう）は、鹿児島県鹿児島市宇宿一丁目にある鹿児島市電谷山線の停留場。使用する系統は鹿児島市電1系統のみである。

## 歴史
- 1912年（大正元年）12月1日 - 鹿児島電気軌道により設置される。
- 1928年（昭和3年）7月1日 - 鹿児島市電気局（現・鹿児島市交通局）に移管。

## 停留場構造
相対式ホーム2面2線を有する。隣接して踏切があり、各ホームとの行き来は電車が通過中でない限りいつでもできる。
両のりばに電車接近表示機及びアナウンスがある。両のりばとも車椅子の使用は可能であるが、電動車椅子はホーム幅が規定に足りないため不可能である。

### のりば
- 1系統 - 脇田、谷山方面
- 1系統 - 郡元、騎射場、天文館、鹿児島駅前方面

## 利用状況
| 年度   | 1日平均 乗降人員 |
| ------ | ---------------- |
| 2011年 | 798              |
| 2012年 | 772              |
| 2013年 | 763              |
| 2014年 | 753              |
| 2015年 | 767              |

## 周辺
駅のすぐそばに指宿枕崎線が並行している。以前は指宿枕崎線側に当停留場と地元住民が利用する生活道路との間の踏切がなく、周辺の線路は立入禁止になっていたが、近道として線路を横断することも多く、当停留場付近では人身事故が多発していた。そこで鹿児島市は停留場と生活道路との間に新たな人道踏切を設置することをJR九州と協議し、2010年3月18日より使用開始された。
- 紫原
- ヤマダ電機テックランド鹿児島本店
- ユニクロ新栄店

## バス路線
鹿児島交通の二軒茶屋停留所が利用可能である。
（下記は各系統の行先）

### 二軒茶屋停留所
| 二軒茶屋バス停（上り）−鹿児島県鹿児島市宇宿一丁目 |                              |                        |
| 系統番号                                          | 経由地                       | 行先                   |
| 1                                                 | 県庁前・騎射場               | 鹿児島駅前             |
| 2                                                 | 騎射場・天文館               | 水族館前               |
| 2                                                 | 騎射場・天文館               | 鹿児島駅前             |
| 4                                                 | 鹿児島中央駅・天文館         | 鹿児島駅前             |
| 5                                                 | 鹿児島中央駅・天文館         | 金生町                 |
| 6                                                 | 騎射場・天文館               | 金生町                 |
| 6-2                                               | 騎射場・天文館               | 市役所前               |
| 6-3                                               | 県庁前・与次郎1丁目          | 鹿児島駅前             |
| 7                                                 | 騎射場・天文館               | 金生町                 |
| 8                                                 | 騎射場・天文館               | 金生町                 |
| 9                                                 | 騎射場・天文館               | 市役所前               |
| 14                                                | 騎射場・天文館               | 金生町                 |
| 34                                                | 鶴ヶ崎橋・ニュータウン中央   | 鴨池港                 |
| 35                                                | 鶴ヶ崎橋・ニュータウン中央   | 鴨池港                 |
| 種別                                              | 経由地                       | 行先                   |
| 普通                                              | 鹿児島中央駅・天文館         | 金生町                 |
| 普通                                              | 大門口                       | 金生町                 |
| 二軒茶屋バス停（上り）−鹿児島県鹿児島市新栄町     |                              |                        |
| 系統番号                                          | 経由地                       | 行先                   |
| 3                                                 | オプシア・鹿児島中央駅       | 市役所前               |
| 3                                                 | 紫原中央・鹿児島中央駅       | 市役所前               |
| 二軒茶屋バス停（下り）−鹿児島県鹿児島市新栄町     |                              |                        |
| 系統番号                                          | 経由地                       | 行先                   |
| 1                                                 | 谷山駅前・平川               | 平川星和台             |
| 2                                                 | 谷山駅前・坂之上             | 動物園                 |
| 4                                                 | 脇田・笹貫                   | イオン鹿児島           |
| 4                                                 | イオン鹿児島・坂之上         | 慈眼寺団地             |
| 5                                                 | 七ツ島                       | 七ツ島1丁目            |
| 5                                                 | 谷山港・七ツ島               | 七ツ島1丁目            |
| 6                                                 | 恵比須中央・慈眼寺公園前     | 慈眼寺団地             |
| 6                                                 | 生協病院前・慈眼寺公園前     | 慈眼寺団地             |
| 6-2                                               | 新和田橋・慈眼寺公園前       | 慈眼寺団地             |
| 6-3                                               | 新和田橋・慈眼寺公園前       | 慈眼寺団地             |
| 7                                                 | 坂之上・国際大学前           | 慈眼寺団地             |
| 8                                                 | 竹ノ迫・自由ヶ丘             | ふれあいスポーツランド |
| 8                                                 | 竹ノ迫・自由ヶ丘             | 中山団地中央           |
| 9                                                 | 日之出町                     | 紫原                   |
| 14                                                | 脇田・脇田電停前             | 大学病院前             |
| 34                                                | 大学病院前・桜ヶ丘交番前     | 桜ヶ丘東口             |
| 34                                                | 桜ヶ丘北口・星ヶ峯東         | 星ヶ峯ニュータウン     |
| 35                                                | 中山団地中央・皇徳寺公民館前 | 皇徳寺小前             |
| 種別                                              | 経由地                       | 行先                   |
| 普通                                              | 谷山駅前                     | 伊作                   |
| 普通                                              | 谷山駅前・川辺高校           | 枕崎                   |
| 普通                                              | 谷山駅前・平川               | 特攻観音入口           |
| 普通                                              | 谷山駅前・平川               | 山川桟橋               |
| 二軒茶屋バス停（下り）−鹿児島県鹿児島市宇宿一丁目 |                              |                        |
| 系統番号                                          | 経由地                       | 行先                   |
| 3                                                 | 鶴ヶ崎橋                     | 鴨池港                 |

## 隣の停留場
鹿児島市交通局
谷山線 (鹿児島市電1系統)
南鹿児島駅前停留場 - 二軒茶屋停留場 - 宇宿一丁目停留場